# Imperia Tower
Imperia Tower (Imperietornet) är en skyskrapa i Moskvas internationella affärscentrum, Ryssland, färdigställd 2011. Byggnaden är 239 meter hög med 60 våningar, och innehåller kontor, ett businesscenter, ett hotell och privatlägenheter.
Utvändigt är skyskrapan formgiven med elliptiska former. Skyskrapan finns i området Moskva City, precis intill Moskvafloden, där flera av Europas högsta skyskrapor finns.